# Jucci Kellerman
Jucci Kellerman pseudonimo di Julca Giuliana Kellermann (Zagabria, 8 marzo 1921 – La Spezia, 7 ottobre 1993) è stata un'attrice italiana.

## Biografia
Kellermann è un'attrice italiana di origine croata. Nasce a Zagabria all’epoca Regno dei Serbi, Croati e Sloveni ma emigra da giovanissima, con tutta la famiglia, nella città di Fiume allora italiana. Qui la futura attrice trascorse la gioventù. Nella seconda metà degli anni '30, sedicenne, si trasferisce a Roma dove inizia, con piccolissimi ruoli, la carriera cinematografica. Il ruolo che le dà un rilievo nazionale è quello in Quartieri alti del 1943 dove conosce il regista Mario Soldati, il quale diventerà successivamente suo marito e con il quale avrà tre figli: l'attore Volfango, Michele e il regista Giovanni. Dopo qualche altro ruolo minore decide di ritirarsi dalle scene e dedicarsi alla famiglia.

## Filmografia

### Cinema
- Fuochi d'artificio, regia di Gennaro Righelli (1938)
- Tutta la vita in una notte, regia di Corrado D'Errico (1939)
- Centomila dollari, regia di Mario Camerini (1940)
- L'avventuriera del piano di sopra, regia di Raffaello Matarazzo (1941)
- Un colpo di pistola, regia di Renato Castellani (1942)
- Quartieri alti, regia di Mario Soldati (1945)
- Desiderio, regia di Marcello Pagliero e Roberto Rossellini (1946)
- Cronaca nera, regia di Giorgio Bianchi (1947)